# Facundo Díaz Acosta
Facundo Díaz Acosta (* 15. prosince 2000 Buenos Aires) je argentinský profesionální tenista hrající levou rukou. Ve své dosavadní kariéře na okruhu ATP Tour vyhrál jeden singlový turnaj. Na challengerech ATP a okruhu ITF získal osm titulů ve dvouhře a čtyři ve čtyřhře.
Na žebříčku ATP byl ve dvouhře nejvýše klasifikován v dubnu 2024 na 47. místě a ve čtyřhře v listopadu 2022 na 173. místě. Trénují ho Mariano Monachesi s Marianem Hoodem.
V juniorském tenise vybojoval na Letních olympijských hrách mládeže 2018, hraných v tenisovém klubu Buenos Aires, stříbrnou medaili ve dvouhře, když v souboji o titul podlehl Gastonovi. Se Sebastiánem Báezem získali zlato ve čtyřhře po finálové výhře nad Andrejevem s Hijikatou. Na juniorském kombinovaném žebříčku ITF nejvýše figuroval v říjnu 2018 na 6. příčce. Zlatou medaili vyhrál v singlové soutěži Panamerických her 2023 v Santiagu de Chile, na nichž přidal bronz s Martinou Capurrovou ze smíšené čtyřhry.

## Tenisová kariéra
Na okruhu ATP Tour debutoval únorovým Argentina Open 2020, když obdržel divokou kartu do dvouhry i čtyřhry. Časnou porážku v singlové soutěži utržil od šťastného poraženého a pozdějšího finalisty Pedra Sousy, přestože proti Portugalci z druhé světové stovky vyhrál úvodní set. Rovněž se Španělem Carlosem Tabernerem vypadli v úvodu argentinské čtyřhry. První zápas na túře ATP vyhrál během Argentina Open 2023, kam mu pořadatelé jako 191. hráči žebříčku museli opět udělit divokou kartu. V zahajovacím duelu zdolal krajana Federica Coriu z konce elitní padesátky klasifikace. V třísetové bitvě pak nestačil na britskou světovou dvanáctku Camerona Norrieho, která o postupu rozhodla až v tiebreaku závěrečného dějství poměrem 8–6.
Do hlavní grandslamové soutěže poprvé zasáhl v singlu French Open 2023, přestože prohrál závěrečné kolo kvalifikace s Rakušanem Sebastianem Ofnerem. V pařížské dvouhře však nahradil odhlášeného Chardyho, ale v jejím úvodl prohrál pětisetové drama s Australanem Jasonem Kublerem. Do čtvrtfinále události ATP se premiérově probojoval na únorovém Cordoba Open 2024, v němž ale uhrál jen čtyři gamy na světovou šestadvacítku Sebastiána Báeze.
Týden po cordóbském čtvrtfinále vylepšil kariérní maximum ziskem prvního titulu, když triumfoval na antuce Argentina Open 2024 v buenosaireském Lawn Tennis Clubu. Ve druhém utkání vyřadil dvacátého druhého tenistu světa Francisca Cerúndola z Argentiny. Nezastavili jej ani Srb Dušan Lajović a v semifinále krajan Federico Coria. 
Ve finále zdolal světovou jednadvacítku Nicoláse Jarryho. Soutěží prošel bez ztráty setu. Na Argentina Open se stal prvním šampionem startujícím na divokou kartu, prvním nenasazeným od Dolgopolova v roce 2017 s šestým Argentincem. Bodový zisk jej posunul na nové žebříčkové maximum, 59. příčku. V sérii Masters se poprvé představil na březnovém Miami Open 2024, kde podlehl Australanu Alexeji Popyrinovi. Po třetím kariérním čtvrtfinále, a prvním v úrovni ATP 500, na  dubnovém Barcelona Open 2024, vystoupal na kariérní maximum, 47. místo žebříčku.
Při wimbledonské premiéře jej v červenci 2024 na dvorcích All England Clubu vyřadil Brit Cameron Norrie. Přes španělského antukáře Pedra Martíneze prošel do semifinále letního Generali Open Kitzbühel 2024, v němž skrečoval Hugu Gastonovi. Do US Open 2024 vstoupil vítězným kláním opět s Gastonem, než jej v souboji dvou leváků zastavila britská jednička a světová pětadvacítka Jack Draper. Do hlavní soutěže ASB Classic 2025 se probojoval až jako šťastný poražený z kvalifikace, v jejímž závěru podlehl Lucovi Nardimu. V úvodních dvou kolech aucklandského dvouhry pak oplatil dřívější porážky Cameronu Norriemu a Sebastianu Báezovi. Ve čtvrtfinále však uhrál jen čtyři gamy na pozdějšího vítěze, 38letého Gaëla Monfilse, z šesté světové desítky.

## Finále na okruhu ATP Tour

### Dvouhra: 1 (1–0)
| Legenda                   |
| ------------------------- |
| Grand Slam (0)            |
| Turnaj mistrů (0)         |
| ATP Tour Masters 1000 (0) |
| ATP Tour 500 (0)          |
| ATP Tour 250 (1–0)        |

| Stav  | č. | datum     | turnaj                  | kategorie | povrch | soupeř ve finále | výsledek |
| ----- | -- | --------- | ----------------------- | --------- | ------ | ---------------- | -------- |
| Vítěz | 1. | únor 2024 | Buenos Aires, Argentina | ATP 250   | antuka | Nicolás Jarry    | 6–3, 6–4 |

## Tituly na challengerech ATP a okruhu ITF
| Legenda                  |
| ------------------------ |
| D – dvouhra; Č – čtyřhra |
| Challengery (5 D; 1 Č)   |
| ITF (3 D; 3 Č)           |

### Dvouhra (8 titulů)
| Č. | datum         | turnaj                             | okruh             | povrch | poražený finalista    | výsledek           |
| -- | ------------- | ---------------------------------- | ----------------- | ------ | --------------------- | ------------------ |
| 1. | srpen 2019    | Santa Cristina val Gardena, Itálie | World Tennis Tour | antuka | Wilson Leite          | 6–7(7–9), 6–1, 6–2 |
| 2. | březen 2020   | Hurlingham, Argentina              | World Tennis Tour | antuka | Juan Manuel Cerúndolo | 6–4, 6–3           |
| 3. | září 2021     | Eupen, Belgie                      | World Tennis Tour | antuka | Matteo Arnaldi        | 7–6(7–2), 6–2      |
| 4. | květen 2022   | Coquimbo, Chile                    | Challenger        | antuka | Pedro Boscardin Dias  | 7–5, 7–6(7–4)      |
| 5. | duben 2023    | Savannah, Spojené státy            | Challenger        | antuka | Tristan Boyer         | 6–3, 6–1           |
| 6. | květen 2023   | Oeiras, Portugalsko                | Challenger        | antuka | Aleksandar Vukic      | 6–4, 6–3           |
| 7. | červenec 2023 | Milán, Itálie                      | Challenger        | antuka | Matteo Gigante        | 6–3, 6–3           |
| 8. | listopad 2023 | Montevideo, Uruguay                | Challenger        | antuka | Thiago Monteiro       | 6–3, 4–3skreč      |

### Čtyřhra (4 tituly)
| Č. | datum         | turnaj             | okruh             | povrch | spoluhráč                | poražení finalisté                            | výsledek               |
| -- | ------------- | ------------------ | ----------------- | ------ | ------------------------ | --------------------------------------------- | ---------------------- |
| 1. | listopad 2020 | Heráklion, Řecko   | World Tennis Tour | tvrdý  | Mateus Alves             | Corentin Denolly Jonathan Eysseric            | 4–6, 6–3, [10–4]       |
| 2. | listopad 2020 | Madrid, Španělsko  | World Tennis Tour | antuka | Gerardo López Villaseñor | Íñigo Cervantes Oriol Roca Batalla            | 7–6(7–4), 2–6, [10–6]  |
| 3. | srpen 2021    | Denia, Španělsko   | World Tennis Tour | antuka | Šintaró Močizuki         | Pawel Cias Andrej Čepelev                     | 7–5, 6–3               |
| 4. | září 2022     | Sevilla, Španělsko | Challenger        | antuka | Román Andrés Burruchaga  | Nicolás Álvarez Varona Alberto Barroso Campos | 7–5, 6–7(8–10), [10–7] |